# Crveni mavonj
Crveni mavonj (lat. Valeriana rubra, sin. Centranthus ruber) je popularna vrtna biljka koja se uzgaja zbog svojih ukrasnih cvjetova.

## Opis
Valeriana rubra je višegodišnja biljka, obično kao polugrm, iako može poprimiti bilo koji oblik od zeljaste biljke do grma, ovisno o uvjetima; biljke su obično drvenaste u podnožju. Listova obično ima 5-8 cm duljine. Njihov oblik se mijenja od dna prema vrhu biljke, donji listovi su peteljčasti, dok su gornji listovi sesilni. Listovi rastu u nasuprotnim parovima i ovalnog su ili lancetastog oblika. Biljka obilno cvjeta, i iako su pojedinačni cvjetovi mali (ne više od 2 mm), cvatovi su veliki i upadljivi. Cvjetovi su mali u okruglim grozdovima, svaki s 5 sraslih latica i ostrugom. Najtipičnija boja je ciglastocrvena ili ljubičastocrvena, ali boje uključuju tamnocrvenu, blijedoružičastu i boju lavande. Centranthus ruber  'Albus' (oko 10% jedinki) ima bijele cvjetove. Cvatnja se odvija početkom ljeta, a u hladnijim ljetnim područjima nastavlja se sporadično tijekom ljeta i jeseni. Kultivar 'coccineus' posebno dugo cvjeta. Cvjetovi imaju jak i pomalo oštar miris. Oprašuju ih i pčele i leptiri, a biljka je poznata po tome što privlači insekte. Ličinke nekih vrsta Lepidoptera, uključujući i Phlogophora meticulosa, koriste je kao biljku za ishranu. Sjemenke imaju čuperke slične maslačku koji omogućuju raspršivanje vjetrom i kao takve se mogu slobodno same zasijavati i postati invazivne ako se ne kontroliraju pravilno.

## Rasprostranjenost
Valeriana rubra porijeklom je iz mediteranske regije, od Portugala i Španjolske do Francuske, Italije, bivše Jugoslavije, Albanije, Grčke i europske Turske, te od Maroka do Alžira i Tunisa. U mnoge druge dijelove svijeta uveden je kao vrtni bijeg. Naturalizirana je u Francuskoj, Australiji, Velikoj Britaniji, Irskoj, Otoku Manu i Sjedinjenim Američkim Državama. U SAD-u se može naći kako divlje raste u zapadnim državama poput Arizone, Utah, Kalifornije, Havaja, Washingtona i Oregona, obično na nemirnim, kamenitim mjestima na nadmorskoj visini ispod 200 metara. m. Često se viđa uz ceste ili u gradskim pustošima. Može podnijeti vrlo alkalne uvjete tla. Zbog svoje sposobnosti podnošenja alkalnih uvjeta, Valeriana rubra može podnijeti vapno u mortu i često se može vidjeti kako raste na starim zidovima u Italiji, južnoj Francuskoj i jugozapadnoj Velikoj Britaniji.

## Invazivna vrsta
Vrsta je navedena kao invazivna NEMBA 1b u Zapadnom Cepeu u Južnoj Africi. Ne smije se posjedovati, uvoziti, uzgajati, premještati, prodavati, darivati ili bacati u vodene kanale. Zahtijeva obveznu kontrolu kao dio programa suzbijanja invazivnih vrsta radi uklanjanja i uništavanja. Smatra se da biljke imaju tako visok invazivni potencijal da se zaraze mogu kvalificirati za uvrštavanje u program upravljanja invazivnim vrstama koji sponzorira vlada. Neće se izdavati nikakve dozvole.

## Vanjske poveznice
- Jepson Manual species treatment
- Entry in the Plants for a Future database
- Images from the CalPhotos archive